# توماس هنري (رسام)
توماس هنري (بالفرنسية: Thomas Henry)‏ هو رسام فرنسي، ولد في 2 مارس 1766 في شيربورغ في فرنسا، وتوفي بنفس المكان في 7 يناير 1836.